# Zmago Jelinčič Plemeniti
Zmago Jelinčič Plemeniti, slovenski politik, * 7. januar 1948, Maribor.
Je nekdanji poslanec v Državnem zboru Republike Slovenije in predsednik Slovenske nacionalne Stranke. 

## Življenjepis
Po končani osnovni šoli je nadaljeval šolanje na poljanski gimnaziji, kasneje pa je začel študirati na Fakulteti za farmacijo ljubljanske univerze, a študija ni končal. Kot študent je bil baletni plesalec v Slovenskem narodnem gledališču Opera in balet v Ljubljani. Univerzitetno izobrazbo magistra farmacije je pridobil leta 2009 na Univerzi v Skopju. Nato je decembra 2011 magistriral na Akademiji za diplomacijo in varnost v Beogradu z nalogo Problematika razmejitev slovenskih ozemelj s sosednjo Hrvaško.
Intenzivno zbira predvsem staro orožje, bankovce, poštne znamke, vrednostne papirje in stare finančne dokumente. Kot numizmatik je v samozaložbi izdal sedem knjig – katalogov bankovcev. Izdal je tudi knjigo Kozmetika iz rastlin. Je športni pilot, 8 let je bil predsednik, sedaj je častni predsednik Letalske zveze Slovenije. Je nekdanji sodni cenilec za področje numizmatike, grboslovja in faleristike.
Iz prvega zakona z Berto Bojetu Boeta ima sina Klemna Jelinčiča Boeta. Z bivšo partnerko Polonco Dobrajc nima otrok. Z bivšo ženo Moniko Zupanc ima dve hčeri, Aleksandro Tiso in Aleksijo Iris.

## Politično delovanje
Leta 1989 se je vključil v politično dogajanje v Sloveniji; 17. marca 1991 je ustanovil Slovensko nacionalno stranko.
Leta 1992 je bil izvoljen v 1. državni zbor Republike Slovenije; v tem mandatu je bil član naslednjih delovnih teles:
- Odbor za obrambo (predsednik; do 17. septembra 1993),
- Komisija za volitve, imenovanja in administrativne zadeve (do 19. septembra 1993),
- Komisija za poslovnik,
- Komisija za nadzor nad delom varnostnih in obveščevalnih služb,
- Odbor za mednarodne odnose,
- Preiskovalna komisija o domnevnem škodljivem, nedopustnem in nezakonitem ter neustavnem delovanju in poslovanju Izvršnega sveta Skupščine mesta Ljubljana, izvršnih svetov Skupščin občin Postojna, Trbovlje in Izola ter vseh tistih izvršnih svetov skupščin občin, pri katerih delovanju so bile s strani Službe družbenega knjigovodstva ali drugih pristojnih državnih organov ugotovljene nepravilnosti in nezakonitosti, ter o sumu zlorabe pooblastil nekaterih javnih funkcionarjev in drugih tovrstnih nepravilnosti,
- Preiskovalna komisija o preiskavi politične odgovornosti posameznih nosilcev javnih funkcij v izvršnih svetih občin in republike za razkroj gospodarskega sistema Iskre in
- Preiskovalna komisija o raziskovanju povojnih množičnih pobojev, pravno dvomljivih procesov in drugih tovrstnih nepravilnosti.

V Državni zbor RS je bil izvoljen tudi na vseh prihodnjih volitvah, večkrat pa je neuspešno kandidiral tudi na predsedniških. Na državnozborskih volitvah leta 2011 prvič po letu 1992. 

### Povratek v parlament
Stranki in Jelinčiču je vnovičen preboj v Državni zbor uspel na državnozborskih volitvah leta 2018. V tem mandatu je bil član naslednjih delovnih teles:
- Kolegij predsednika Državnega zbora RS (član)
- Komisija za nadzor javnih financ (član)
- Komisija za nadzor obveščevalnih in varnostnih služb (član)
- Odbor za kulturo (član)
- Odbor za zadeve Evropske unije (član)
- Odbor za zunanjo politiko (član)
- Preiskovalna komisija o ugotavljanju domnevnega pranja denarja v NKBM d.d., domnevnega nezakonitega financiranja politične stranke SDS in domnevnega nezakonitega financiranja volilne kampanje SDS za predčasne volitve poslancev v Državni zbor 2018 (član)
- Preiskovalna komisija o ugotavljanju odgovornosti nosilcev javnih funkcij na programu otroške kardiologije ter področju nabav in upravljanja z medicinsko opremo in zdravstvenim materialom (član)
- Preiskovalna komisija o ugotavljanju zlorab in negospodarnega ravnanja v DUTB (član)
- Preiskovalna komisija o zagotavljanju zaščitne opreme ter ukrepih institucij in nosilcev javnih funkcij za zajezitev širjenja bolezni COVID-19 od 1. 2. 2020 do odreditve predmetne parlamentarne preiskave (član)
- Ustavna komisija (član)

## Kritike in kontroverze
Zaradi organiziranja kraje muzejskega orožja iz zbirk Narodnega muzeja je bil leta 1975 obsojen na zaporno kazen. V zaporu na Dobu je zaradi kraje slovenske dediščine odsedel tri leta in pol. Istemu muzeju, predvsem numizmatičnemu kabinetu, ki ga je vodil Andrej Šemrov, je kasneje prodal za okoli 500.000 € predmetov, poroča Mladina, 24. februarja 2023, Vanja Pirc, Oddaljeni epilog, str. 61. 
Med slovensko desetdnevno vojno leta 1991 je bil nekaj dni pripadnik paravojaške enote, nato so ga slovenski varnostni organi priprli.
Leta 2003 je bilo na spletni strani udba.net med domnevnimi sodelavci Službe državne varnosti objavljeno tudi njegovo ime, pozneje v knjigi Med svobodo in rdečo zvezdo pa tudi del njegovega osebnega dosjeja sodelavca; označen je bil kot »sodelavec v zvezi z izvorom sovražne dejavnosti«. 6. julija 1987 naj bi bil registriran kot sodelavec s psevdonimom Padalec. Njegovo obveščevalno delo je bilo usmerjeno predvsem v Združeno kraljestvo in na slovensko emigracijo. Navedb o sodelovanju s SDV ni Jelinčič nikoli zanikal, ampak se je odgovorom izmikal. Leta 2002 je med predsedniško kampanjo na vprašanje o sodelovanju odgovoril: »V Službi državne varnosti sem bil najboljši jugoslovanski agent in po meni so Angleži posneli vse James Bondove filme«.

### Domnevna pomoč pri poskusu umora
Leta 2002 je bil Jelinčič poleg Andreja Šiška in še ene osebe zaslišan na sodišču, saj naj bi slednjima pomagal pri poskusu umora. Slednja naj bi leta 1992 nastavila avtomobilsko bombo. Bomba naj bi bila sestavljena iz trilitrske jeklenke gasilnega aparata, napolnjene z eksplozivnimi sredstvi (TNT in amonijevim nitratom). Bomba naj bi bila nastavljena tako, da bi se sprožila, ko bi lastnik odprl vrata avtomobila. Lastnik avtomobila je opazil, da so vrata avtomobila priprta in da se v avtomobilu nahaja eksplozivna naprava, zato vrat ni odprl in je poklical policijo. Domnevna tarča atentata je Šiška poznala, z njim pa se je pred domnevnim poskusom umora sprla.
Jelinčiču je sodišče očitalo ključno vlogo pri poskusu umora. Jelinčič naj bi domnevnima storilcema priskrbel materiale za izdelavo eksplozivne naprave (2,2 kg eksplozivnih sredstev, ohišje in detonatorje), podal navodila za izdelavo in uporabo eksplozivne naprave in kdo naj bo tarča domnevnega poskusa umora. Jelinčič naj bi enemu od obtožencev kasneje istega leta priskrbel še dodatna eksplozivna sredstva oz. naprave.
Tožilec je Jelinčiču prav tako očital krajo več kosov strelnega orožja in eksplozivov iz stražarnice JLA leta 1991.
Pirotehnik, ki je eksplozivno sredstvo obravnaval, je za sodišče povedal, da je bila naprava nastavljena tako, da do sprožitve detonatorja ne bi prišlo ob odprtju vrat, temveč zgolj, če bi vrvico nekdo potegnil z nogo, saj je bila nastavljena sprožilna vrvica predolga. Prav tako je pirotehnik navedel, da ni nujno, da bi ob sprožitvi detonatorja do detonacije eksplozivne naprave sploh prišlo, saj naprava ni bila izdelana pravilno. Detonator se namreč ni dotikal naboja sekundarnega eksploziva.
Jelinčič je bil obtožb oproščen (za razliko od so-obsojencev, ki sta prejela zaporne kazni). Med tem ko sta so-obsojenca podstavljanje eksplozivne naprave sprva priznala, Jelinčičevega zagovora, v katerem je vpletenost zanikal, ni bilo mogoče zanesljivo ovreči.

### Prejem podkupnine
Kot član Parlamentarne skupščine Sveta Evrope se je leta 2013 zapletel v škandal na glasovanju o poročilu glede človekovih pravic v Azerbajdžanu. V neodvisni reviziji je bil osumljen, da je v zameno za podkupnino s še 13 sostorilci pomagal zavrniti kritično poročilo. Ker se na obtožbe ni odzval, je leta 2018 prejel doživljenjsko prepoved delovanja v Svetu Evrope.

## Članstvo v organizacijah
- Slovenska nacionalna stranka;
- Letalska zveza Slovenije;
- Slovenska filatelistična akademija;
- Red vitezov Templjarjev[11];
- dosmrtni član National Rifle Association (NRA)[12];
- American Pharmaceutical Association (AphA)[12];
- Society For Psychical Research v Londonu[12];
- Royal Philatelic Association v Londonu[13].